# Чувашский государственный университет имени И. Н. Ульянова
Федеральное государственное бюджетное образовательное учреждение высшего образования «Чувашский государственный университет имени И. Н. Ульянова» (чув. И. Н. Ульянов ячӗллӗ Чӑваш патшалӑх университечӗ) — российский государственный классический университет в городе Чебоксары (Чувашия).
Учредителем вуза является Правительство Российской Федерации, полномочия которого осуществляет Министерство науки и высшего образования Российской Федерации. Университет имеет (2018) филиал в городе Алатырь Чувашской Республики.

## История

### Предыстория
Вопрос о создании государственного университета в городе Чебоксары поднимался ещё в 1920 году Революционным комитетом Автономной Чувашской области и I съездом Советов Чувашской автономной области, а также в 1958—1959 годах, но создание университета каждый раз откладывалось.
К 1967 году в Чебоксарах уже действовали три вуза: Чувашский государственный педагогический институт им. И. Я. Яковлева, Чувашский сельскохозяйственный институт и Волжский филиал Московского энергетического института. Волжский филиал Московского энергетического института располагал лабораторной базой, учебными площадями, студенческими общежитиями, библиотекой (фонд около ста тысяч томов), имелась также типография, лаборатория вычислительной техники, учебные мастерские, кабинеты для дипломного проектирования. Помимо трёх вузов в Чебоксарах также функционировали два научно-исследовательских института и другие научно-производственные и культурные учреждения со значительным числом научно-педагогических кадров.

### 1967—1990
Чувашский государственный университет был организован 1 сентября 1967 года постановлением Совета Министров СССР от 17 марта 1967 года № 796, постановлением Совета Министров РСФСР от 21 августа 1967 года № 631 на базе Волжского филиала Московского энергетического института и историко-филологического факультета Чувашского государственного педагогического института им. И. Я. Яковлева.
При открытии университета ректором был назначен доктор технических наук, профессор С. Ф. Сайкин. Проректором по науке стал профессор С. А. Абруков, проректором по учебной работе — А. К. Аракелян. В первый год существования вуз включал семь факультетов: историко-филологический, медицинский, общетехнический, химический, экономический, электротехнический, электрификации промышленности и строительный.
Постановлением Совета Министров РСФСР от 30 ноября 1967 года № 882 университету было присвоено имя русского просветителя, педагога И. Н. Ульянова, занимавшего либерально-демократические позиции по вопросам воспитания, выступавшего за разностороннее образование, равно доступное для учащихся обоего пола, всех национальностей и любого материального достатка.
В 1967—1968 учебном году на факультетах электротехническом и электрификации промышленности обучалось более 1300 студентов; на вечерних и заочных факультетах, включая общетехнический, обучалось около 3800 студентов; преподавание вели около 200 человек, из них 20 докторов и кандидатов наук. На историко-филологическом факультете обучалось 900 студентов (около 350 на дневном отделении); научно-педагогический коллектив включал 3 профессора и 30 доцентов.
К 1968—1969 учебному году открыли физико-математический факультет. Восемь факультетов университета насчитывали 45 общенаучных и специальных (профилирующих) кафедр, обеспечивающих основную научную (20 кафедр) и специальную (25 кафедр) подготовку и выпуск молодых специалистов по 15 специальностям (23 специализации). Общетехнический факультет с заочным и вечерним отделениями явился базой для создания машиностроительного и инженерно-строительного факультетов.
В июле 1981 года ректором университета назначается профессор П. А. Сидоров, который занимает эту должность до 1990 года. При нём строятся многоэтажные учебные корпуса на улице Университетской.

### 1990—2010
В декабре 1990 года ректором университета был избран доктор экономических наук профессор Л. П. Кураков, при котором расширяется филиальная сеть университета, открываются представительства вуза в районах Чувашской Республики.
В 1992 году Чувашский государственный университет имени И. Н. Ульянова награждён Почётной грамотой Президиума Верховного совета Российской Федерации.
В 1991 году в университет были приняты первые 25 иностранных студентов.
В 1993 году было принято решение об открытии филиала университета в городе Алатыре.
В 1994 году при университете начала функционировать Республиканская гимназия-интернат, в котором на полном пансионе обучались поступившие на конкурсной основе школьники из сельских поселений Чувашской Республики. В гимназии велось преподавание программ 10 и 11 классов профессорско-преподавательским составом университета.
С 2001 года университет участвовал в эксперименте по введению единого государственного экзамена (ЕГЭ). В 2002—2004 годах университет также участвовал в эксперименте по введению государственных именных финансовых обязательств.
До 2005 года в университете функционировала военная кафедра.

### С 2010
Приказом Федерального агентства по образованию от 12 января 2010 года в должности ректора утвержден профессор В. Г. Агаков.
27 сентября 2011 года был образован попечительский совет университета, членами которого стали 28 руководителей предприятий, учреждений, министерств и ведомств республиканского и федерального уровней.
Приказом Министерства образования и науки Российской Федерации от 23 декабря 2013 года в должности ректора университета утвержден А. Ю. Александров.
Университет кроме филиала в Алатыре имел филиалы в городе Канаш и в селе Батырево Чувашской Республики.

## Учебная и научно-исследовательская деятельность

Новый корпус ЧГУ имени Ульянова (Чебоксары)

Университет включает в себя 15 факультетов, филиал в городе Алатырь; Центр дополнительного образования, созданный в целях оказания дополнительных образовательных услуг, оптимизации управления образовательной деятельностью, активизации внедрения в учебный процесс инновационных проектов и моделей образования.

### Факультеты и специальности
В составе вуза имеются следующие факультеты: иностранных языков; информатики и вычислительной техники; искусств; историко-географический; машиностроительный; медицинский; радиоэлектроники и автоматики; строительный; управления и социальных технологий; прикладной математики, физики и информационных технологий; химико-фармацевтический; экономический; энергетики и электротехники; юридический; русской и чувашской филологии и журналистики.

### Научно-инновационная деятельность
Научно-инновационной деятельностью в университете руководит проректор по научной работе Е. Н. Кадышев.

### Диссертационные советы
В университете действуют пять диссертационных советов:
- 24.2.434.01: специальность 1.5.22. Клеточная биология (биологические науки, медицинские науки)
- 24.2.434.02: специальность 5.9.8. Теоретическая, прикладная и сравнительно-сопоставительная лингвистика (Филологические науки)
- 24.2.434.03: специальность: 2.4.2. Электротехнические комплексы и системы (технические науки);
- 24.2.434.04: специальности: 2.4.1. Теоретическая и прикладная электротехника (технические науки), 2.4.3. Электроэнергетика (технические науки);
- 99.2.053.02: специальности: 5.6.1. Отечественная история (исторические науки), 5.6.4. Этнология, антропология и этнография (исторические науки)

## Информационная политика
С 1995 г. университет выпускает периодическое издание — научный журнал «Вестник Чувашского университета». Журнал издается по двум сериям:
- гуманитарные науки (история, философия, юриспруденция, экономика, лингвистика, литературоведение, журналистика, педагогика, психология и др.);
- естественные и технические науки (медицина, география, математика, информатика, физика, химия, электротехника и электроэнергетика, теория систем, машиностроение, автоматизированные системы управления и др.).

С 2001 г. журнал включен в Перечень ведущих рецензируемых научных журналов и изданий, выпускаемых в Российской Федерации, в которых должны быть опубликованы основные научные результаты диссертаций на соискание ученой степени доктора наук.
Университет издает вузовскую еженедельную газету «Ульяновец». Кроме того издается газета «Вести Альма-матер».
Результаты мониторинга прозрачности сайтов российских вузов для абитуриентов за 2011 год, который провёл Национальный исследовательский университет «Высшая школа экономики» совместно с «РИА Новости» по заказу Общественной палаты РФ в рамках проекта «Социальный навигатор», позволяют оценить доступность информации на официальном сайте Чувашского государственного университета имени И. Н. Ульянова для поступающих.
Первый этап мониторинга открытости сайтов выполнялся по программам первого высшего образования (очная дневная форма обучения) в государственных и частных вузах: для поступающих в бакалавриат / специалитет и магистратуру. В 2011 году Чувашский государственный университет имени И. Н. Ульянова по наличию на сайте вуза материалов для поступающих на бакалавриат / специалитет, необходимых для принятия решения о выборе вуза, по сумме балов получил наивысшую оценку (135 баллов), для поступающих на магистратуру — вошёл во вторую группу вузов с суммой баллов равной 35.
Второй срез мониторинга сайтов вузов был посвящён прозрачности информации для абитуриентов, актуальной по итогам размещения списков рекомендованных к зачислению. Помимо этого было оценено наличие материалов, полезных более широкой аудитории: сведения о преподавателях вуза, программах обучения и выпускниках. По результатам второго среза мониторинга Чувашский государственный университет имени И. Н. Ульянова получил 20 баллов.

## Символика
Автором слов чувашского и русского вариантов гимна университета является поэт Анатолий Смолин, музыка Петра Фёдорова.